# Acontia albicollis
Acontia albicollis är en fjärilsart som beskrevs av Fabricius 1781. Acontia albicollis ingår i släktet Acontia och familjen nattflyn. Inga underarter finns listade i Catalogue of Life.